# Аскокортициевые
Аскокортициевые (лат. Ascocorticiaceae) — малоизученное семейство грибов, входящее в порядок Гелоциевые (Helotiales) класса Leotiomycetes. Включает один род Ascocorticium и два вида.

## Описание
- Стром не образуют. Плодовые тела — небольшие апотеции выпуклой формы, произрастающие частыми группами. Окрашены в беловатые или розоватые тона. Гифы неправильные, переходящие друг в друга.
- Споры небольшие, продолговатой формы, несептированные.
- Представители семейства — сапротрофы, произрастающие на мёртвой коре хвойных деревьев. Широко распространены в умеренном поясе северного полушария.

Анаморфы у Ascocorticiaceae неизвестны.

## Таксономия

### Виды
- Ascocorticium albidum Bref. & Tavel, 1891
- Ascocorticium anomalum (Ellis & Harkn.) J.Schröt., 1894